# Stadthalle Limbach-Oberfrohna
Die Stadthalle Limbach-Oberfrohna ist eine Veranstaltungshalle in der Großen Kreisstadt Limbach-Oberfrohna. Sie ist im Besitz einer 100%igen Tochtergesellschaft der Stadt, betrieben wird sie von der FZLO Freizeitstätten GmbH. 

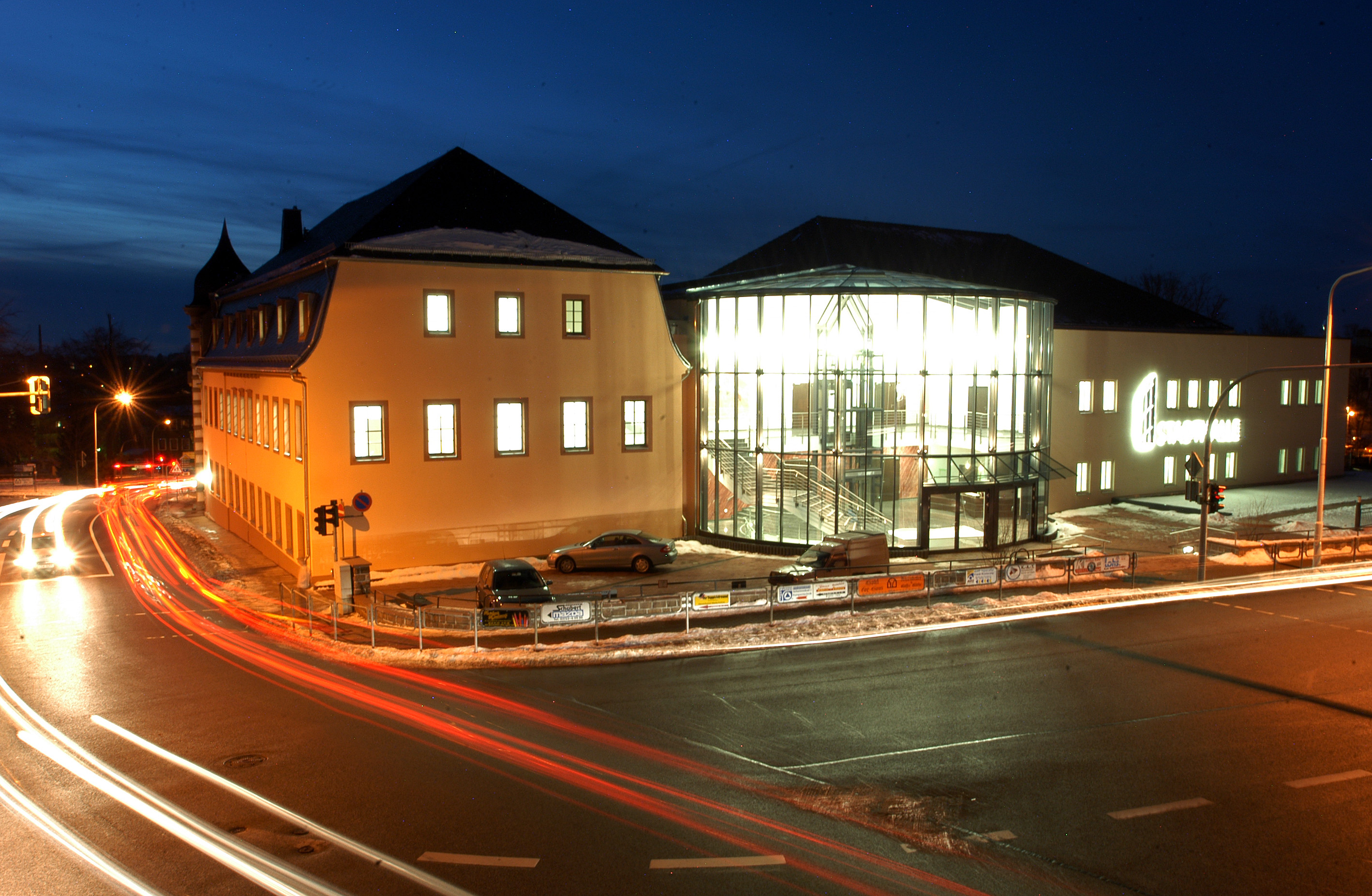
Stadthalle, Außenansicht

## Geschichte
Das Gebäude wurde im Jahr 1826 als Gasthof „Zum roten Hirsch“ vom Reichsgrafen von Wallwitz erbaut. 17 Jahre später verkaufte der Graf seinen Besitz an Viktor Alex. Rudolph. Der Gasthof wurde in den folgenden Jahren von mehreren Eigentümern betrieben, bis schließlich 1926 die Gründung der „Hotel zum Hirsch Aktiengesellschaft“ erfolgte. 1933 erwarb der Hotelpächter Paul Richard Ludwig das Hotel. 
Von 1952 bis 1966 übernahm die Stadt Limbach-Oberfrohna den Hotelbetrieb. In den folgenden Jahren bis 1990 lag die Übernahme und Betreibung in den Händen des Kreises Karl-Marx-Stadt. Unter Einbeziehung des vorhandenen Saals wurde der Bau 1974 erweitert und der Hotelbetrieb vom Kulturhaus getrennt. 
2001 begannen Sanierungs- und Modernisierungsarbeiten des Gebäudekomplexes, bei denen 20 Tonnen Stahl verbaut und eine Nutzfläche von 1500 m² geschaffen wurde. Außerdem ist das Glasfoyer mit den zirka 530 m² Glasscheiben ein markanter Blickfang des Ergänzungsbaus. Neu eröffnet wurde die Stadthalle Limbach-Oberfrohna am 16. Januar 2004. Seitdem dient sie im Zentrum der Stadt als Veranstaltungsort für Konzerte, Tanzbälle, Lesungen, Firmenveranstaltungen, Messen und private Feierlichkeiten. 2018 konnte die Stadthalle die Velo Urban Cross Challenge: Straßenschlacht als Radrennen etablieren.

## Nutzung

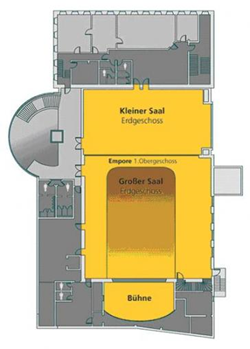
Grundriss der Stadthalle

Der große sowie der kleine Saal der Stadthalle werden für Veranstaltungen genutzt. Außerdem existieren Konferenz- und Tagungsräume. Im Untergeschoss befindet sich die „Hirschbar“ mit dem 15-teiligen Glasbild „Wasser-Erde-Luft“ des Chemnitzer Künstlers Michael Morgner.